# ノース・エルーセラ
ノース・エルーセラ（英語: North Eleuthera）はバハマの県である。県都はアッパー・ブーゲ（Upper Bogue）。

## 隣接行政区画
- スパニッシュ・ウェルズ
- ハーバー島
- セントラル・エルーセラ

## 島
- エルーセラ島
- Man Island
- Pimlico Islands

## 交通
- ノース・エルーセラ空港（英語版）